# Enrique Carreras
Enrique Carreras (Lima, Perú, 6 de gener de 1925 - Buenos Aires, Argentina, 29 d'agost de 1995) va ser un director de cinema peruà-argentí que va dirigir 103 pel·lícules. Va obtenir dues vegades el Còndor de Plata a la millor pel·lícula per Los evadidos i La valija.
Va ser un dels fundadors de l'entitat Directores Argentinos Cinematográficos el 1958.

## Activitat en el teatre
Va ser un empresari teatral que al començament de la dècada de 1970 va inaugurar en Mar del Plata el teatre que porta el seu nom, que després de la seva defunció va ser continuat per la seva esposa.

## Relacions familiars
L'actriu Mercedes Carreras va ser la seva esposa i els seus fills María, Enrique, Marisa i Victoria Carreras. La seva mare, María Luisa Santés (actriu) i el seu pare Nicolás Carreras (pare) (actor). Al costat dels seus germans, Nicolás i Luis, van fundar la Productora General Belgrano dedicada al cinema. En alguns casos va utilitzar el nom d'Enrique Santés Morello.
Va morir el 29 d'agost de 1995 d'un infart agut de miocardi en repassar la seva filmografia.

## Filmografia
Director
- Delito de corrupción (1991)
- El profesor punk (1988)
- Atracción peculiar (1988)
- Galería del terror (1987)
- Los colimbas al ataque (1987)
- Mingo y Aníbal en la mansión embrujada (1986)
- Rambito y Rambón, primera misión (1986)
- Los colimbas se divierten (1986)
- Las barras bravas (1985)
- Mingo y Aníbal contra los fantasmas (1985)
- Miráme la palomita (1985)
- Sálvese quien pueda (1984)
- Los reyes del sablazo (1984)
- Los extraterrestres (1983)
- Los fierecillos se divierten (1983)
- Los fierecillos indomables (1982)
- Sucedió en el fantástico Circo Tihany (1981)
- Ritmo, amor y primavera (1981)
- Frutilla (1980)
- Los drogadictos (1979)
- La mamá de la novia (1978)
- Así es la vida (1977)
- Las locas (1977)
- Los chicos crecen (1976)
- No hay que aflojarle a la vida (1975)
- Las procesadas (1975)
- La super, super aventura (1975)
- Yo tengo fe (1974)
- Hoy le toca a mi mujer (1973)
- Los padrinos (1973)
- Me gusta esa chica (1973)
- Había una vez un circo (1972)
- El picnic de los Campanelli (1972)
- La sonrisa de mamá (1972)
- Legend of Horror (1972)
- Muchacho que vas cantando (1971)
- Aquellos años locos (1971)
- El veraneo de los Campanelli (1971)
- La valija (1971)
- Vamos a soñar con el amor (1971)
- La familia hippie (1971)
- Amalio Reyes, un hombre (1970)
- Los muchachos de mi barrio (1970)
- ¡Viva la vida! (1969)
- Corazón contento (1969)
- Los muchachos de antes no usaban gomina (1969)
- Operación San Antonio (1968)
- Matrimonio a la argentina (1968)
- Un muchacho como yo (1968)
- El andador (1967)
- Ya tiene comisario el pueblo (1967)
- ¡Esto es alegría! (1967)
- ¿Quiere casarse conmigo? (1967)
- Del brazo y por la calle (1966)
- De profesión sospechosos (1966)
- Mi primera novia (1966)
- Los hipócritas (1965)
- Fiebre de primavera (1965)
- La industria del matrimonio (1964)
- Ritmo nuevo, vieja ola (1964)
- Un viaje al más allá (1964)
- Los evadidos (1964)
- El Club del Clan (1964)
- Cuarenta años de novios (1963)
- El sexto sentido (1963)
- La mujer de tu prójimo (1963)
- Tres alcobas (1962)
- El noveno mandamiento (1962)
- Los viciosos (1962)
- Hombres y mujeres de blanco (1962)
- Canción de arrabal (1961)
- Punto y banca o Patricia mía (1961)
- Obras maestras del terror (1960)
- Angustias de un secreto (1959)
- Nubes de humo (1959)
- De Londres llegó un tutor (1958)
- El ángel de España (1958)
- El primer beso (1958)
- Luces de candilejas (1956)
- Música, alegría y amor (1956)
- Pecadora (1956)
- De noche también se duerme (1956)
- Mi marido hoy duerme en casa (1955)
- Escuela de sirenas... y tiburones (1955)
- El fantasma de la opereta (1955)
- La cigüeña dijo ¡Sí! (1955)
- Ritmo, amor y picardía (1955)
- Siete gritos en el mar (1954)
- Somos todos inquilinos (1954)
- Romeo y Julita (1954)
- ¡Qué noche de casamiento! (1953)
- Suegra último modelo (1953)
- Los tres mosquiteros (1953)
- La tía de Carlitos (1953)
- La mano que aprieta (1953)
- Las zapatillas coloradas (1952)
- El mucamo de la niña (1951)

Productor
- Bólidos de acero (1950)
- La niña de fuego (1952)
- El protegido (1956)